# X-treme Big Hits 1998
X-treme Big Hits 1998 er et dansk opsamlingsalbum udgivet i november 1998 af EVA Records. Albummet er en dobbelt-cd bestående af nogle af de største hits fra 1998.

## Trackliste

### Disc 1
1. All Saints: "Never Ever"
2. Spice Girls: "Stop"
3. Cartoons: "Doodah !"
4. K-Ci & Jojo: "All My Life"
5. Aqua: "Turn Back Time"
6. Drömhus: "Vill Ha Dig"
7. Natalie Imbruglia: "Torn"
8. Antiloop: "Believe"
9. Søren Sko: "Someone To Hold Me Tonight"
10. Ultimate Kaos: "Casanova"
11. Brandy & Monica: "The Boy Is Mine"
12. Run D.M.C. feat. Jason Nevins: "It's Like That"
13. Backstreet Boys: "All I Have To Give"
14. Hit'n'Hide: "Space Invaders"
15. Den Gale Pose: "Spændt Op Til Lir"
16. 666: "Amokk"

### Disc 2
1. E-Type: "Angels Crying"
2. Janet Jackson: "Together Again"
3. Lighthouse Family: "High"
4. The Tamperer feat. Maya: "Feel It"
5. Jessica Folcker: "Tell Me What You Like"
6. Infernal: "Highland Fling"
7. Another Level: "Be Alone No More"
8. Anouk: "Nobody's Wife"
9. The Space Brothers: "Forgiven (I Feel Your Love)"
10. Five: "Everybody Get Up"
11. Zindy: "Round'N'Round"
12. Dario G: "Carnaval de Paris"
13. Eagle-Eye Cherry: "Save Tonight"
14. Los Umbrellos: "Easy Come, Easy Go"
15. Ace Of Base: "Life Is A Flower"
16. Cleopatra: "Cleopatra's Theme"